# كينيدي إدوين
كينيدي إدوين (بالملايوية: Kennedy Edwin)‏ هو موسيقي ماليزي، ولد في 13 سبتمبر 1976 في Kanowit ‏ في ماليزيا.